# NGC 6422
NGC 6422 é uma galáxia elíptica (E-S0) localizada na direcção da constelação de Draco. Possui uma declinação de +68° 03' 30" e uma ascensão recta de 17 horas, 36 minutos e 29,8 segundos.
A galáxia NGC 6422 foi descoberta em 1 de Agosto de 1883 por Lewis A. Swift.